# Otto Thiele (Maler)

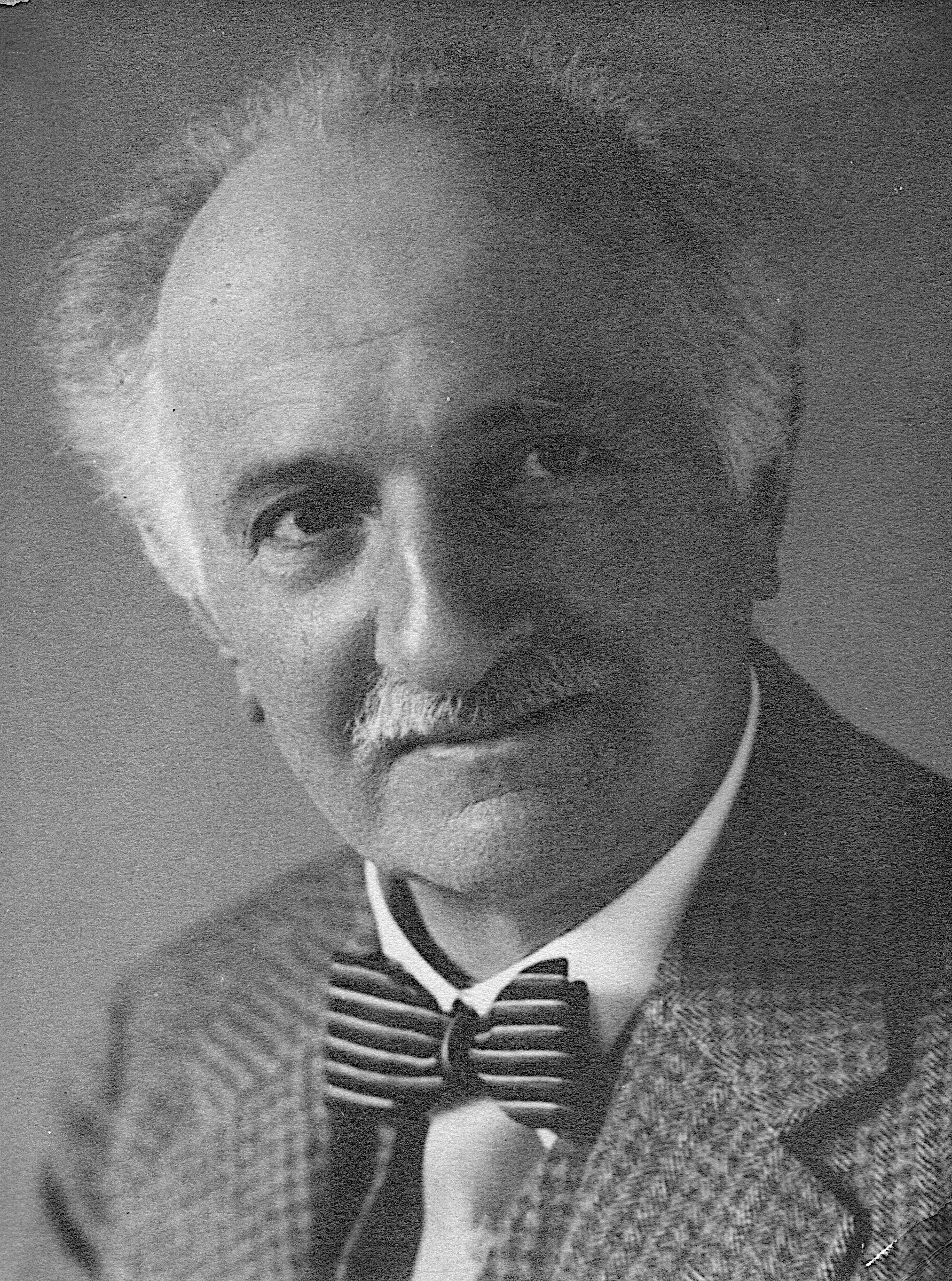
Maler Otto Thiele

Otto Karl Albert Thiele (* 27. März 1870 in Rackitt im Landkreis Cammin, Hinterpommern; † 20. Dezember 1955 in Bonn) war ein deutscher Maler.

## Leben
Thiele wurde am 27. März 1870 in der Försterei in Rackitt (heute Rokita) in Hinterpommern geboren. Er war das sechste Kind von elf Geschwistern. Sein Vater Julius Thiele war – wie auch sein Großvater – Förster eines großen Gutshofes. Seine Mutter Elwine, geb. Reinholz, kam ebenfalls aus einem Försterhaushalt. Besondere künstlerische Anregung gab es in der Familie nicht, allerdings war seine Schwester Maria mit dem künstlerisch begabten Zeichenlehrer Paul Stampa (1858–1933) am Stargarder Gymnasium verheiratet.
Wegen seiner Kurzsichtigkeit war Thiele für die Laufbahn eines Försters nicht geeignet. Sein Vater schickte den 18-Jährigen zur Ausbildung für eine Beamtenlaufbahn zur Reichspost in Barth an der vorpommerschen Ostseeküste. Nach der Ausbildung wurde er nach Berlin versetzt. Er ließ sich dort zum Nachtdienst einteilen. Da die Nachtstunden anderthalbfach zählten, hatte er am Tage Zeit, sich in Galerien und Museen umzusehen. Er kaufte Öl- und Aquarellfarben und begann vor allem Stillleben zu malen.
Er bemerkte bald, dass er so nicht vorankam. So begab er sich zu dem jungen Landschaftsmaler Max Uth. Bei ihm lernte er Figuren, Interieurs und Landschaften malen. Anschließend kam er zum norwegischen Maler Adelsteen Normann. Mit ihm unternahm er eine Sommer- und Studienreise zu den Lofoten. Ab 1896 besuchte er neben seinem Dienst bei der Reichspost die Berliner Königliche Akademie der Künste. Otto Thiele war längere Zeit Schüler bei Lovis Corinth, Martin Brand und Max Klein.
1902 lernte er seine spätere Frau Katharina (Käthe) Lange kennen, die einer vermögenden Familie angehörte. Sie ermöglichte, dass er sich mehr dem Studium widmen konnte, das er 1906 abschloss. Er ließ sich aus gesundheitlichen Gründen von der Post pensionieren und widmete sich seitdem ausschließlich der Malerei, von der die Eheleute von nun an leben konnten. Sie bekamen zwei Kinder: 1910 Klaus und 1915 Eva.
Nach einem Bombenangriff im Zweiten Weltkrieg auf Berlin wurde er am 23. August 1943 mit seiner Familie, Haushalt und Atelier nach Stargard in Hinterpommern evakuiert. Beim Herannahen der russischen Armee musste er Stargard verlassen. 500 bis 600 Gemälde und Studien aus seinem dortigen Atelier sind seitdem verschollen. Angehörige der sowjetischen Armee sollen im Frühjahr 1945 die Bilder in Stargard auf die Straße geworfen haben. Die Wirren des Kriegsendes brachten die Thieles völlig mittellos nach Egestorf in der Nordheide, wo sie gut aufgenommen wurden. Hier fand er eine neue Heimat. Ende 1955 besuchte er seine Tochter in Bonn, wo er am 20. Dezember verstarb. Beerdigt wurde er neben seiner 1951 gestorbenen Frau Käthe auf dem Neuen Friedhof in Egestorf, die Grabstelle ist noch heute dort zu finden.
In den Jahren 1995, 2005 und 2015 wurden vom Heimatverein Egestorf jeweils Gedächtnisausstellungen in Dresslers Hus in Egestorf veranstaltet.

## Schaffen
Der französische Impressionismus hat sein künstlerisches Schaffen entscheidend geprägt.
Otto Thiele war in der Porträtklasse von Lovis Corinth an der Kunstakademie. Seine Bilder wurden regelmäßig von der Jury in die Große Berliner Kunstausstellung aufgenommen, unter anderem ein Bild von der Berliner Blumenmarkthalle. Zu dem Max Liebermann sich äußerte: „Ich wollte, ich hätte das Bild gemalt.“ Die künstlerische Einstellung Max Liebermanns blieb für Otto Thiele vorbildlich. Er war Mitglied im Verein Berliner Künstler. 1924 wurde er vom Verein in die Ausstellungskommission für die Große Berliner Kunstausstellung berufen.
In der Berliner Blumenmarkthalle sind mehrere großformatige Gemälde entstanden. Davon sind noch sieben Vorkriegsversionen bekannt. Nach dem Krieg hat er für ein befreundetes Lehrerehepaar in Egestorf und für einen Auftraggeber aus Berlin je eine farbenfrohe Blumenmarkthalle gemalt.
Er unternahm Studienreisen in Deutschland, Norwegen, Holland, Schweiz und Italien. Dabei entstanden u. a. Stadtansichten von Scheveningen, Dordrecht, Stockholm, Prag, Madrid und Venedig, Mittelgebirgslandschaften in der fränkischen Schweiz und im Riesengebirge, Gebirgslandschaften in Norwegen, in der Schweiz und in Italien, südländische Landschaften in der Provence und Spanien.
Berliner Motive zogen ihn besonders an, so entstanden Bilder von Spreeufern, Verladeplätzen mit rauchenden Dampfern und verschneiten Kähnen, vom Verkehr auf den Berliner Straßen, den Warenhäusern und den Markthallen. Die Markthallen hatten es ihm besonders angetan, weil sie koloristisch so außerordentlich viel zu sagen hatten. Besonders in der großen Blumenmarkthalle an der Friedrichstraße hat er viele Motive mit ihren Farbspielen der Blumen und den Lichteffekten der Fronten aus Industrieverglasung und -architektur festgehalten.
In den 1920er Jahren erhielt er einen Auftrag von der Siemens-Bauunion, die Schwarzbachtalsperre im Schwarzwald zu malen. So entstanden auch Werke aus dem Dynamowerk bei Siemens-Schuckert in Berlin, Hafenanlagen und das Innen- und Außenleben holländischer Wohnhäuser.
Der preußische Staat und die Stadt Berlin kauften u. a. für ihre Museen die Gemälde: „Die Winterlandschaft bei Angermünde“, „Der Berliner Humboldthafen“ und „Der Steglitzer Park“.
Das Leben in den 1910er und 1920er Jahren in Berlin war bewegt. Kontakte und Freundschaften u. a. zum Maler Louis Lejeune, Gerhart Hauptmann oder dem Bruder Carl Hauptmann wurden gepflegt. So besuchte er den Sommersitz der Familie Hauptmann im schlesischen Agnetendorf insgesamt achtmal, um dort zu malen.
1930 reiste er auf Einladung der Westermann Monatshefte und der Lufthansa anlässlich deren 75-jährigen Bestehens mit einer Junkersmaschine von Berlin-Tempelhof mit mehreren Zwischenlandungen nach Madrid. Er erinnerte sich: „Das Malerauge jauchzt, der Pinsel tanzt nur so über die Malpappe.“ Das Flugzeug war noch langsam genug, dass es ihm gelang, einige „Luftbilder“ in Pastell, Aquarell und Ölfarbe festzuhalten.
In der Zeit des Nationalsozialismus war Thiele Mitglied der Reichskammer der bildenden Künste. Für diese Zeit ist seine Teilnahme an 12 Ausstellung sicher belegt.
In den letzten zehn Jahren seines Lebens in Egestorf entstanden zunächst viele Bilder für den Tausch gegen Naturalien, die sich noch heute im Besitz der Bevölkerung in und um Egestorf befinden. So entstanden viele – meist kleinformatige – Bilder mit Motiven aus dem Dorf, Porträts von Personen aus dem näheren Umfeld, dem Dorfleben und aus der das Dorf umgebenden Heidelandschaft.

## Werke (Auswahl)
- 1894 Porträt seines Vaters (erstes bekanntes Werk)
- Tochter Eva Thiele auf Schlittschuhen
- Blumengroßmarkthalle Berlin
- In der Provence
- Cervantes-Hof in Toledo
- Über Kastilien
- Riesengebirge
- Rieckmanns Hof mit Flüchtlingstreckwagen
- Humboldt-Hafen, 1916
- Winter, 1917
- Abend in der Mark, 1928
- Stadtpark